# Diocesi di Cubao
La diocesi di Cubao (in latino Dioecesis Cubaoensis) è una sede della Chiesa cattolica nelle Filippine suffraganea dell'arcidiocesi di Manila. Nel 2023 contava 1.478.766 battezzati su 1.877.260 abitanti. È retta dal vescovo Elias Lumayog Ayuban, C.M.F.

## Territorio
La diocesi comprende la parte meridionale della città di Quezon City.
Nel distretto di Cubao, sede vescovile, si trova la cattedrale dell'Immacolata Concezione. A Quezon City sorgono anche due basiliche minori: la basilica di San Pietro Battista, la basilica di Nostra Signora del Monte Carmelo, che è anche santuario nazionale.
Il territorio è suddiviso in 47 parrocchie.

## Storia
La diocesi è stata eretta il 28 giugno 2003 con la bolla Quo satius provideretur di papa Giovanni Paolo II, ricavandone il territorio dall'arcidiocesi di Manila.

## Cronotassi dei vescovi
Si omettono i periodi di sede vacante non superiori ai 2 anni o non storicamente accertati.
- Honesto Flores Ongtioco (28 giugno 2003 - 4 ottobre 2024 ritirato)
- Elias Lumayog Ayuban, C.M.F., dal 4 ottobre 2024

## Statistiche
La diocesi nel 2023 su una popolazione di 1.877.260 persone contava 1.478.766 battezzati, corrispondenti al 78,8% del totale.
| anno | popolazione | popolazione | popolazione | presbiteri | presbiteri | presbiteri | presbiteri                | diaconi | religiosi | religiosi | parrocchie |
| anno | battezzati  | totale      | %           | numero     | secolari   | regolari   | battezzati per presbitero | diaconi | uomini    | donne     | parrocchie |
| ---- | ----------- | ----------- | ----------- | ---------- | ---------- | ---------- | ------------------------- | ------- | --------- | --------- | ---------- |
| 2003 | 1.090.108   | 1.238.760   | 88,0        | 104        | 45         | 59         | 10.481                    |         | 59        | 1.178     | 42         |
| 2004 | 1.090.108   | 1.238.760   | 88,0        | 501        | 54         | 447        | 2.175                     | 3       | 1.195     | 1.310     | 42         |
| 2006 | 1.142.044   | 1.297.041   | 88,0        | 548        | 97         | 451        | 2.084                     |         | 1.600     | 1.141     | 42         |
| 2013 | 1.312.631   | 1.481.439   | 88,6        | 604        | 88         | 516        | 2.173                     | 10      | 1.546     | 1.281     | 44         |
| 2016 | 1.376.099   | 1.591.614   | 86,5        | 473        | 58         | 415        | 2.909                     | 6       | 1.033     | 1.285     | 46         |
| 2019 | 1.434.085   | 1.666.150   | 86,1        | 449        | 65         | 384        | 3.193                     | 17      | 1.109     | 1.015     | 46         |
| 2021 | 1.459.843   | 1.796.183   | 81,3        | 319        | 63         | 256        | 4.576                     | 14      | 713       | 756       | 47         |
| 2023 | 1.478.766   | 1.877.260   | 78,8        | 304        | 44         | 260        | 4.864                     | 9       | 570       | 679       | 47         |